# Râul Valea Colbului
Valea Colbului este un afluent al râului Ilba. 